# Phyteuma scorzonerifolium
Phyteuma scorzonerifolium là loài thực vật có hoa trong họ Hoa chuông. Loài này được Vill. miêu tả khoa học đầu tiên năm 1787.